# Último teorema de Fermat

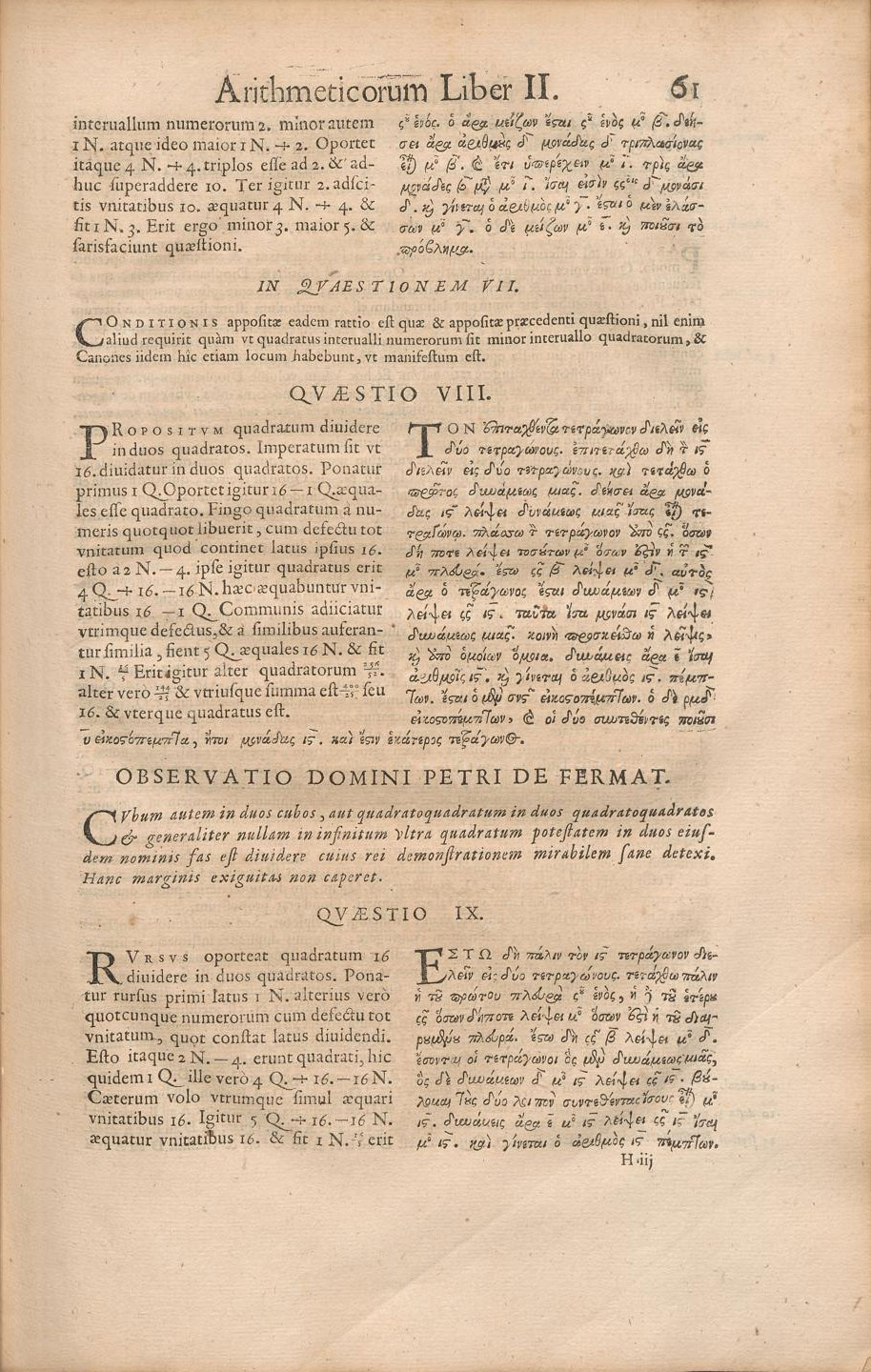
Edição de 1670 de "A Arithmetica de Diofanto" em que está incluso o famoso comentário de Fermat (“Cuius rei demonstrationem mirabilem sane detexi hanc marginis exiguitas non caperet [Eu descobri uma demonstração maravilhosa, mas a margem deste papel é muito pequena para contê-la]”), que ficou conhecido como "Último teorema" (Observatio Domini Petri de Fermat).

O Último Teorema de Fermat é um famoso teorema matemático conjecturado pelo matemático francês Pierre de Fermat em 1637. Trata-se de uma generalização do famoso Teorema de Pitágoras, que diz "a soma dos quadrados dos catetos é igual ao quadrado da hipotenusa": ({\displaystyle x^{2}+y^{2}=z^{2}})
Ao propor seu teorema, Fermat substituiu o expoente 2 na fórmula de Pitágoras por um número natural  maior do que 2 ({\displaystyle x^{n}+y^{n}=z^{n}}), e afirmou que, nesse caso, a equação não tem solução, se n for um inteiro maior do que 2 e (x,y,z) naturais (inteiros > 0).
Fermat relatou ter desenvolvido um teorema para provar essa hipótese, mas nunca o publicou. Assim, esta conjectura ficou por demonstrar e constituiu um verdadeiro desafio para os matemáticos ao longo dos tempos, apesar de parecer simples e o enunciado ser fácil de entender. Desta forma, ele passou a ser conhecido como o mais famoso e duradouro teorema matemático de seu tempo, sendo solucionado apenas em 1995 (pelo britânico Andrew Wiles, com a ajuda de Richard Taylor), após 358 anos de sua formulação. Por isso, este teorema passou a ser chamado também por Teorema de Fermat-Wiles.
Em 1995, o teorema foi incluído no Guinness Book como "o mais intrincado problema matemático da história".
A busca pela solução do teorema propiciou a criação da Teoria algébrica dos números, no século XIX, e do Teorema de Shimura-Taniyama-Weil no século XX. Por isso, segundo a revista Super Interessante, "apesar de diretamente o teorema não ter efeitos práticos para a humanidade, indiretamente, a secular busca dessas fórmula mítica permitiu o desenvolvimento de inúmeras poderosas e sofisticadas ferramentas de trabalho que enriqueceram bastante a matemática moderna."

## Pierre de Fermat

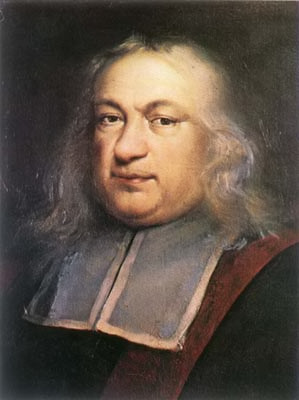
Pierre de Fermat - Século XVII

Pierre de Fermat nasceu em 17 de agosto de 1601, em Beaumont-de-Lomagne, na França. O filho de Dominique Fermat e Claire de Long, frequentou a Universidade de Orléans de 1623 a 1626. Casou -se com a prima de sua mãe, Loise de Long, em 1631, com a qual teve 3 filhos e 2 filhas.
Fermat era conhecido como "Príncipe dos Amadores", e compartilhava suas ideias matemáticas com matemáticos da época. Como seu epíteto diz, Fermat se tratava de um amador, e seus trabalhos e conceitos eram construídos em seus momentos de lazer. Provavelmente seu interesse pela Matemática se despertou ao conhecer a tradução de CG Bachet (1621), de Diofanto de Alexandria.

## A Origem do Último Teorema de Fermat

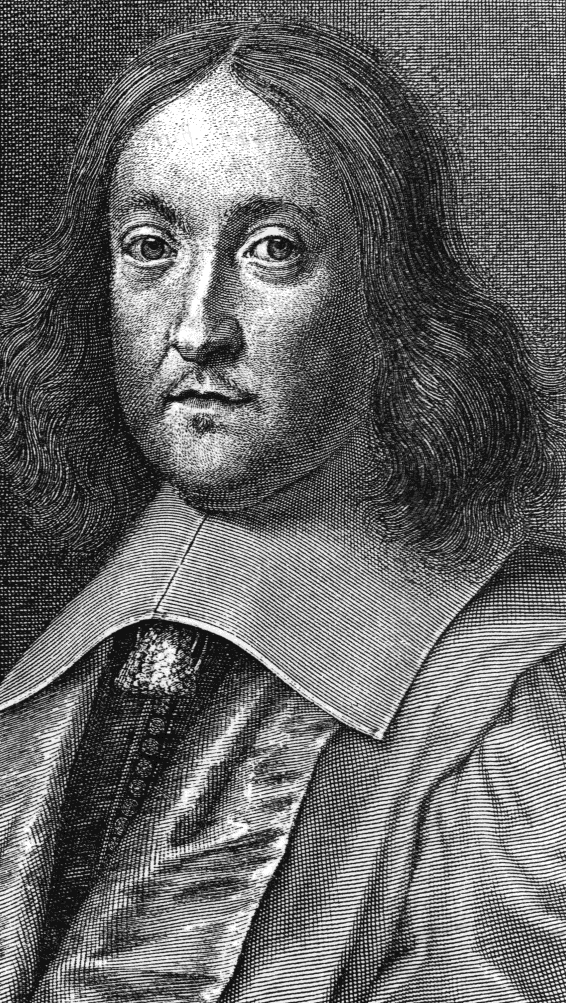
Pierre de Fermat

Fermat costumava apresentar a outros matemáticos desafios, que os deixavam fascinados na tentativa de solucioná-los. Com o passar do tempo, foi se aperfeiçoando, o que o fez desenvolver uma proposição semelhante ao teorema de Pitágoras, porém não havia solução.
Como o matemático possuía a prática de fazer apenas anotações informais sobre seus estudos, o único indício de uma prova deste teorema é uma observação por ele deixada em 1637 em um de seus livros, “Aritmética”, de Diofante.
| Cubum autem in duos cubos, aut quadratoquadratum in duos quadratosquadratos, et generaliter nullam in infinitum ultra quadratum potestatem in duos ejusdem nominis fas est dividere: cujus rei demonstrationem mirabilem sane detexi. Hanc marginis exiguitas non caperet. | "É impossível para um cubo ser escrito como a soma de dois cubos ou uma quarta potência ser escrita como a soma de duas quartas potências ou, em geral, para qualquer número que é uma potência maior do que a segunda, ser escrito como a soma de duas potências com o mesmo expoente. Descobri uma demonstração maravilhosa desta proposição que, no entanto, não cabe nas margens deste livro.” |

Esta anotação foi descoberta pelo seu filho alguns anos após sua morte, e junto a outros comentários de Fermat, foi publicada em 1670 numa edição comentada do livro em questão, contendo observações por P. de Fermat. O livro apresentava 48 observações sem, no entanto, solucionar as demonstrações, que foram provadas ao longo do tempo, menos uma, que justamente por ter sido a última, ficou conhecida como o Último Teorema de Fermat.

### Soma de dois números inteiros
Seja os números {\displaystyle a,b,c,n=inteiros} e seja a soma de dois números inteiros {\displaystyle a^{n}+b^{n}=c^{n}} com {\displaystyle n=1,2,3...n}.
Estas somas formam a tabela abaixo:
{\displaystyle 1+1=2,1+2=3,........,1+(n-1)=n}
{\displaystyle 2+2=4,2+3=5,.......,2+(n-2)=n}
{\displaystyle .........................}
{\displaystyle 9+9=18,9+10=19,......,9+16=25,9+17=26,....}
{\displaystyle ..........................}
Para {\displaystyle n=1} temos : {\displaystyle a^{1}+b^{1}=c^{1}} ou seja  {\displaystyle a+b=c}  ,  neste caso a soma indicada no lado esquerdo da expressão chamaremos de proposição {\displaystyle P} , e o resultado indicado no lado direito da expressão chamaremos de solução {\displaystyle S} .
Então neste caso, vemos na tabela acima que para cada proposição temos apenas uma solução exclusiva, de tal forma que o número de proposições  é igual ao número de soluções, e podemos afirmar que  {\displaystyle S/P=1}
Para {\displaystyle n=2}  temos: {\displaystyle a^{2}+b^{2}=c^{2}} , neste caso a expressão representa a tese do teorema de Pitágoras.
Observando a tabela acima vemos que o primeiro resultado válido ocorre somente na nona linha com a soma {\displaystyle 9+16=25} e somente este resultado em toda a nona linha satisfaz a expressão dada.
Depois disso nós encontramos na linha {\displaystyle 25}  apenas uma soma que satisfaz a expressão, que é:  {\displaystyle 25+144=169}, e assim nas suas respectivas linhas os ternos pitagóricos primitivos e seus múltiplos satisfazem a expressão..
Então vemos que na tabela de todas as somas de dois números inteiros, apenas uma fração muito pequena das proposições chega a uma solução que satisfaz a expressão {\displaystyle a^{2}+b^{2}=c^{2}}, então podemos afirmar que  {\displaystyle S/P\ll 1} .
Diante disso Fermat conjecturou que para {\displaystyle n\geq 3}  a relação {\displaystyle S/P=0}, ou seja, a soma de dois números inteiros  , com cada um deles elevado a uma potencia {\displaystyle n\geq 3}, não pode ser escrita como um número inteiro elevado a esta potência.

## Tentativas de Solução
| Ano  | Acontecimento |
| ---- | --- |
| 1665 | Morte de Fermat. Ele esboçou uma demostração para o caso de {\displaystyle n=4.} |
| 1753 | Leonhard Euler demostrou o caso para {\displaystyle n=3.} |
| 1825 | Adrien-Marie Legendre demostrou o caso para {\displaystyle n=5.} |
| 1832 | Dirichlet demostrou o caso para {\displaystyle n=14.} |
| 1839 | Lamé demostrou o caso para {\displaystyle n=7,} mas esta não estava completamente certa |
| 1843 | - Ernst Kummer afirma ter provado o teorema, porém Dirichlet encontra um erro. - Na tentativa de demonstrá-lo, Kummer criou o método dos divisores complexos, a que chamou números complexos ideais, contribuindo para o desenvolvimento da teoria dos números. |
| 1908 | Criação do Prêmio Wolfskehl |
| 1957 | Os japoneses Yutaka Taniyama e Goro Shimura formulam a Conjectura de Shimura-Taniyama |
| 1980 | O estadunidense Wagstaff demonstra que o teorema é válido para todo o n até 125 000. |
| 1988 | O japonês Yoichi Miyaoka apresenta uma solução para o problema, porém com alguns erros. |
| 1993 | O britânico Andrew Wiles publica uma demonstração do teorema, porém ainda com alguns erros. |
| 1995 | O britânico Andrew Wiles, com colaboração de Richard Taylor, finalmente publica a demonstração definitiva do teorema. |

Analisando observações sobre o Teorema de Pitágoras, Fermat observa a equação  x² +y² = z². Ao tentar substituir o expoente "2" pelo número "3", nota que não há solução. Prosseguiu substituindo o número que representava a potência por números maiores que 3, e continuou sem obter solução. Com isso, chegou a uma equação generalizada, {\displaystyle x^{n}+y^{n}=z^{n},} em que n representa os números 3, 4, 5, ...que também não possuíam solução.
Fermat então escreveu:
"É impossível para um cubo ser escrito como a soma de dois cubos ou uma quarta potência ser escrita como a soma de duas quartas potências ou, em geral, para qualquer número que é uma potência maior do que a segunda, ser escrito como a soma de duas potências com o mesmo expoente”.
Possivelmente, Fermat teria encontrado a solução para a proposição, pois este teria divulgado a seguinte nota:
“Descobri uma demonstração maravilhosa desta proposição que, no entanto, não cabe nas margens deste livro”.
Durante os séculos XVIII, XIX e início do século XX, vários matemáticos brilhantes tentaram solucionar o Último Teorema de Fermat, embora esses esforços tenham terminado em fracasso, eles levaram à criação do maravilhoso arsenal de ferramentas e técnicas matemáticas que foram vitais para as últimas tentativas de se conseguir uma demonstração.
Foram aproximadamente 358 anos de tentativas de solucionar ou provar a incoerência do problema. Dentre os grandes matemáticos que tentaram solucionar o problema ao longo dos tempos, podemos mencionar: Euler, Dirichlet (1828), Legendre (1830), Gabriel Lamé (1839), Sophie Germain, Kummer e mais recentemente, Wagstaff (1980).
O Teorema alcançou grande popularidade pela sua resistência aos poderosos métodos de demonstração da teoria dos números e por ter sido objecto de vários concursos públicos que envolviam avultadas recompensas.
Nos finais do século XIX, o problema ganhou uma nova vida. Paul Wolfskehl, um industrial alemão e professor da Real Academia de Göttingen, Alemanha, estava desesperado com o terminar de uma relação amorosa, e decidiu suicidar-se. Na noite anterior ao dia que tinha reservado para a consumação do fato, estava a ler uma demonstração fracassada do teorema de fermat, e descobriu um erro de lógica. Passou o resto da noite a corrigir o erro, e quando terminou sentiu-se orgulhoso com o seu trabalho. A demonstração não levava a lado nenhum, mas ele tinha perdido a vontade de morrer, e ganho um novo gosto pela matemática. Morreu em 1908, e deixou uma grande parte da sua fortuna para quem conseguisse resolver o Último Teorema de Fermat. Nascia o Prêmio Wolfskehl.
Depois disso, passaram a ser enviadas para a Academia, um grande número de soluções incorretas, incluindo algumas de matemáticos profissionais, que chegaram mesmo a publicá-las. Sem excepção, em todas elas foram descobertas algumas falhas. Por conta disso, o historiador de matemática Howard Eves afirmou que o Último Teorema de Fermat tem a distinção peculiar de ser o problema matemático para o qual foram publicados o maior número de provas incorretas.
Com o advento dos computadores, foram testados milhões de algarismos com diferentes valores para x, y, z e n e a igualdade  xn + yn = zn não se verificou. Assim, empiricamente, se comprova que Fermat tinha razão. Mas ainda faltava prová-la.
Para se ter uma ideia da dificuldade do problema, o primeiro avanço na direção da prova do Último Teorema de Fermat foi apresentado por Leonard Euler em 1770, após 133 anos do enunciado de Fermat. Ele apresentou a solução para n=3.
A primeira contribuição relevante para o problema foi dada pelos matemáticos Yutaka Taniyama e Goro Shimura, que embora não tivessem a intenção de solucionar o Teorema, acabaram contribuindo significativamente para tal.
A Conjectura construída pelos dois matemáticos diz que, para cada equação elíptica, há uma forma modular correspondente. Isso implica que, se a mesma estivesse correta, ela poderia ser aplicada ao Último Teorema de Fermat, provando a sua veracidade. Ou seja, para provar se o Último Teorema de Fermat era verdadeiro ou não, tornava-se necessário provar a conjectura Taniyama-Shimura, e foi o que Andrew Wiles fez.

### Solução do Teorema
O britânico Andrew Wiles teve seu primeiro contato com o teorema em 1963, quando ainda estava com dez anos de idade. Ele ficou fascinado com o facto de um problema aparentemente simples não ter tido solução em trezentos anos, e desde então prometeu a si mesmo demonstrá-lo. Ele leu a proposição no livro "O Último Problema", de Eric Temple Bell.
Em 1986, 3 anos após tornar-se professor na Universidade de Princeton, Wiles passou a dedicar-se ao teorema. Mas, temendo que alguém pudesse aproveitar-se de suas tentativas, fazia os cálculos apenas com lápis e papel.
Em 23 de junho de 1993, em uma Conferência no Sir Isaac Newton Institute for Mathematical Sciences em Cambridge, após 356 anos desde a apresentação do teorema, Wiles faz o anúncio da descoberta de sua demonstração. As provas foram apresentadas numa conferência internacional em Hong Kong, cujo título foi “Formas modulares, curvas elípticas e representações galoisianas”. Assim que terminou a palestra em Cambridge o comitê Wolfskehl foi informado da demonstração de Wiles.
Wiles, então, submeteu seu trabalho à revista Inventiones Mathematicae, e seu editor Barry Mazur  começou o processo de selecionar os juízes para julgarem o trabalho. A demonstração de Wiles envolvia uma variedade tão grande de técnicas matemáticas, antigas e modernas, que Mazur tomou a decisão fora do comum de nomear não apenas dois ou três examinadores, como é normal, mas seis. Para simplificar a tarefa, as duzentas páginas da demonstração foram divididas em seis seções e cada um dos juízes assumiu a responsabilidade por um desses capítulos. E um desses examinadores encontrou um erro.
Wiles, então, afastou-se de suas funções por um ano para se dedicar a solução do problema.
Com a colaboração de Richard Taylor, da Universidade de Cambridge (no Reino Unido), Wiles conseguiu corrigir o erro e em Outubro de 1994 apresenta essa correção. Na Universidade de Cambridge, na Inglaterra, ele levou uma hora para escrever sua comprovação no quadro-negro: "Toda curva elíptica e semi-estável é modular. Acho que, por enquanto, isto basta!", disse ele, finalizando sua apresentação.
Levaram-se alguns meses para a análise definitiva, e finalmente aceitar a solução que possuía aproximadamente 200 páginas.
A demonstração perfeitamente técnica infelizmente era compreendida por poucos no mundo, porém fez com que Andrew entrasse para a história, sendo conhecido como o matemático que demonstrou o teorema mais desafiador da história da matemática, além de receber o Prêmio Wolfskehl, dotado com a quantia de 100 000 Goldmark.

#### Prêmios e Honrarias dadas pela Solução
| “ | "Andrew J. Wiles é um dos poucos matemáticos -- se não o único -- cuja prova de um teorema foi parar nas manchetes internacionais. Quando ele solucionou o último teorema de Fermat, em 1994, esse era o mais famoso e mais antigo problema em aberto na história da disciplina." | ” |

A façanha rendeu ao matemático britânico não apenas fama, mas uma dúzia de prêmios importantes na área. A mais importante das honrarias talvez seja o rebatismo do Teorema com seu sobrenome, que passou a ser chamado de também de Teorema de Fermat-Wiles.
Além disso, a descoberta é digna de outros prêmios. Por ter acabado de completar 40 anos quando da descoberta da solução, Wiles tornou-se inelegível para receber a Medalha Fields (a mais cobiçada láurea da matemática), que só é concedida a pesquisadores com menos de 40 anos. Para minimizar este fato, Wiles recebeu um prémio especial da União Matemática Internacional em 1998
Em 2016, 21 anos após a publicação da solução, Andrew Wiles foi agraciado com o Prêmio Abel, que é a segunda mais cobiçada láurea da matemática. O comunicado do prêmio diz que este “era o problema por resolver mais famoso e duradouro da história desta área. A demonstração de Wiles não só foi o ponto alto da sua carreira – e um momento histórico para a matemática – como também o culminar de uma jornada pessoal extraordinária”.

### Considerações Sobre o Teorema
Como mencionado, o Último Teorema de Fermat afirma que não existe nenhum conjunto de inteiros positivos x, y, z e n com n maior que 2 que satisfaça {\displaystyle x^{n}+y^{n}=z^{n}.}
A prova utiliza ferramentas matemáticas bastante elaboradas da Teoria dos números — abrangendo curvas elípticas, formas modulares e representações galoisianas (termo derivado de Évariste Galois, matemático francês) — as quais ainda não existiam na época em que viveu Fermat.
Mais precisamente, Wiles provou um caso particular (para curvas ditas semi-estáveis) da Conjectura de Shimura-Taniyama-Weil, pois sabia-se já havia algum tempo que este caso implicava o teorema.
Ainda não é conhecida nenhuma aplicação deste teorema. Ele toma um valor importante, no entanto, devido às ideias e às ferramentas matemáticas que foram inventadas e desenvolvidas para prová-lo. Pode-se entender este teorema graficamente considerando-se a curva da equação {\displaystyle x^{n}+y^{n}=1} quando {\displaystyle n>2,} essa curva não passa por nenhum ponto com coordenadas racionais diferentes de zero.

#### Haveria Fermat realmente encontrado uma solução para este Teorema?
Apesar da solução para este teorema ter sido descoberta, até hoje é um mistério para a comunidade matemática de como era a demonstração original que Fermat obteve. Muitos conhecimentos matemáticos utilizados para a demonstração moderna não existiam naquela época, colocando até em dúvida se Fermat realmente conseguiu fazer tal feito.
Os métodos usados por Andrew Wiles eram de fato desconhecidos quando Fermat escreveu e parece extremamente improvável que Fermat tenha conseguido obter toda a matemática necessária para demonstrar uma solução. O próprio Wiles disse "é impossível, esta é uma demonstração do século XX".
Então, ou há uma prova mais simples que os matemáticos ainda não encontraram, ou Fermat simplesmente estava errado ao afirmar que havia encontrado uma solução para este Teorema. Por essa razão, várias provas incorretas, mas a princípio plausíveis, que estavam ao alcance de Fermat são particularmente interessantes. A mais conhecida baseia-se na suposição errônea da singularidade da decomposição em fatores primos funções em todos os anéis dos elementos integrais dos campos em números algébricas (para maiores explicações, ver Domínio fatorial).
Esta é uma explicação aceitável para muitos especialistas em teoria dos números, considerando também que muitos dos principais matemáticos que trabalharam no problema seguiram esse caminho e às vezes até acreditavam sinceramente que haviam demonstrado o teorema, apenas para depois admitir que falharam.
O fato de Fermat nunca ter tornado público, ou comunicado a qualquer amigo ou colega, nem mesmo uma enunciação sobre a existência de uma demonstrabilidade (como ele normalmente fazia por suas soluções, das quais ele tinha certeza), pode ser uma forte indicação de que ele acreditava estar errado, e estava buscando um erro em sua tentativa de solucionar o problema. De fato, a única "enunciação" consistia apenas em uma de suas notas manuscritas pessoais à margem de um livro. Fermat também publicou mais tarde seu trabalho de demonstração para o caso especial n = 4 ({\displaystyle a^{4}+b^{4}=c^{4}}). Se ele de fato acreditasse que possuía a prova completa do teorema, ele não teria publicado tal trabalho de forma parcial. Isto é um indício de que sua pesquisa não era nem satisfatória nem sequer concluída por ele.
O mesmo vale para os matemáticos que, depois dele, demonstraram o teorema dos números únicos. Foi certamente uma questão de eventos notáveis, mas de alcance não decisivo, dado que, por definição, os números são infinitos. O que era necessário era um procedimento que permitisse a demonstração ser generalizada.

#### Extensão do Teorema de Pitágoras?
Para os primeiros dois valores de n inteiro existe uma infinidade de soluções: o caso n = 1 é evidente, o caso n = 2 — conhecido como teorema de Pitágoras — admite, entre outras, a solução clássica {\displaystyle 4^{2}+3^{2}=5^{2}} que utiliza o método do círculo. Outras soluções podem ser encontradas usando-se o esquema:
{\displaystyle \left({a^{2}-b^{2}}\right)^{2}+\left({2ab}\right)^{2}=\left({a^{2}+b^{2}}\right)^{2},}
para todos a, b inteiros primos entre si, sendo que outras soluções são encontradas multiplicando-se a e b por um número inteiro. Os números que satisfazem o Teorema de Pitágoras são chamados de trios pitagóricos (ou ternos pitagóricos).

## O Último Teorema de Fermat na Mídia
- Em 1996, a BBC exibiu o documentário "O Último Teorema de Fermat", como um episódio da série BBC Horizon.[14]
- No filme A Menina que Brincava com Fogo (2006), de Stieg Larsson, o personagem Lisbeth Salander apresenta uma demonstração ridícula para este teorema.
- Uma brincadeira com o teorema aparece em 2 episódios de Os Simpsons:
  - Uma soma, provada impossível pelo teorema, aparece no 6o episódio da 7a temporada "Casa da Árvore do Horror VI".[15] No mundo tridimensional em "Homer3", a equação "{\displaystyle 1782^{12}+1841^{12}=1922^{12}}" é visível assim que a dimensão começa a desmoronar. A piada é que a décima segunda raiz da soma é avaliada como 1922 devido a erros de arredondamento quando inserida na maioria das calculadoras portáteis; o lado esquerdo é ímpar, enquanto {\displaystyle 1922^{12}} é par, portanto a igualdade não pode ser verdadeira. (A décima segunda raiz do lado esquerdo não é 1 922, mas aproximadamente 1 921,99999996.)
  - No 2º episódio da 10ª temporada de Os Simpsons ("O Feiticeiro do Evergreen Terrace"), Homer escreve a equação "{\displaystyle 3987^{12}+4365^{12}=4472^{12}}" em um quadro negro, que parece ser um contraexemplo do Último Teorema de Fermat.[15] A equação está incorreta, mas parece estar correta se for testada em uma calculadora portátil que exibe apenas 10 algarismos significativos.[15] Os cálculos batem com 10 dos 44 dígitos decimais, mas as regras de divisibilidade simples mostram que 3 987 e 4 365 são múltiplos de 3, de modo que uma soma de seus potências também são. A mesma regra revela que 4 472 não é divisível por 3, de modo que essa "equação" não pode conter nenhum dos dois.
- No primeiro episódio da quinta temporada de Doctor Who, intitulado The Eleventh Hour, o Doutor diz que foi ele quem sugeriu o resultado correto do teorema.
- No episódio Hotel Royale, de Star Trek: The Next Generation (que foi ao ar em 1989), é dito que o Teorema “continua sem solução após 800 anos”.
- No filme Endiabrado (1967), há uma cena em que aparece um dever de casa de matemática que o diabo apaga do quadro negro. No quadro, segundo o enredo do filme, estava a solução teorema.
- Em dois episódios de Os Simpsons ( "Treehouse of Horror VI" e "O inventor de Springfield") são mostrados duas equações diferentes que parecem refutar ao teorema.
- No filme Enigmas de um Crime é apresentado o "Teorema de Bormat", sendo uma clara referência ao Teorema de Fermat.

### O Último Teorema de Fermat e a Literatura
- Propiciando notáveis avanços em vários ramos da matemática, a saga de 359 anos de tentativas, erros e acertos está descrita no livro “O Último Teorema de Fermat”,[16] do autor britânico Simon Lehna Singh, com 324 páginas
- O famoso Teorema também é citado no livro "O Teorema do Papagaio", do autor Denis Guedj, onde um matemático em meio a floresta amazônica diz ter encontrado a resolução do teorema, mas que o destruiu antes de sua morte, citando matemáticos famosos desde a antiguidade que também tentaram a resolução do mesmo problema, que começou com x³+y³=z³ ainda no tempo da Antiga Grécia, o livro apresenta como a matemática veio se desenvolvendo até chegar no ponto em que está atualmente.
- O Livro "O Último Teorema de Fermat: À descoberta do segredo de um problema matemático secular", de Amir D. Aczel (1997) também fala sobre este teorema.[17]
- No romance Um Homem, de Oriana Fallaci, o protagonista Alekos Panagulis, durante seus anos de isolamento na prisão, chega à solução do teorema, mas por não ter uma caneta e papel, não consegue anotar seu raciocínio, perdendo-a para sempre.
- Em "Os Maiores Problemas Matemáticos de Todos os Tempos", Ian Stewart apresenta um panorama dos grandes enigmas matemáticos. O teorema, claro, também é comentado no livro.[18]